# آلاء حكمت
آلاء حكمت جاسم القيسي (14 سبتمبر 1985 - حتى الآن) عداءة عراقية. مثلت آلاء العراق في سباق ال 100 متر للعدو السريع في أولمبيادصيف 2004 في مدينةأثينا.حصلت آلاء علي المركز الأخير في الجولة التي ضمت ثمانية مراكز وذلك في مدة تقدر ب 12.70 ثواني.
صرحت آلاء للصحفيين والمراسلين قائلة «أشعر بأنني أمثل الشعب العراقي بأكمله وليس النساء فقط. بدأت التدريب لهذه الأولمبياد في شهر مارس ولكن نظراً للوضع هناك لم أستطع التدريب علي النحو الذي أردته. ولو أتيحت لي الفرصة ، لتدربت من خمس لست مرات في الأسبوع ، ولكنني لم أستطع القيام بذلك بسبب القنابل والانفجارات».
يذكر أن الآء تعيش في بغداد.

## روابط خارجية
- آلاء حكمت على موقع الاتحاد الدولي لألعاب القوى (الإنجليزية)
- آلاء حكمت على موقع أوليمبيديا (الإنجليزية)